# Suối Nghê
Suối Nghê is een xã in het district Châu Đức, een van de districten in de Vietnamese provincie Bà Rịa-Vũng Tàu.